# Exogone obtusa
Exogone obtusa är en ringmaskart som beskrevs av Hartmann-Schröder och Rosenfeldt 1988. Exogone obtusa ingår i släktet Exogone och familjen Syllidae. Utöver nominatformen finns också underarten E. o. tasmanica.